# محاولة انقلاب 1920 في جورجيا
كان الانقلاب الجورجي في مايو 1920 محاولة فاشلة للاستيلاء على السلطة من قبل البلاشفة في جمهورية جورجيا الديموقراطية. فبالاعتماد على الجيش الأحمر الحادي عشر لروسيا السوفيتية الذي يعمل في أذربيجان المجاورة، حاول البلاشفة السيطرة على مدرسة عسكرية ومكاتب حكومية في العاصمة الجورجية تبليسي في 3 مايو. قمعت الحكومة الجورجية الاضطرابات في تبليسي وركزت قواتها على عرقلة تقدم القوات الروسية بنجاح على الحدود الأذربيجانية الجورجية. أقنعت المقاومة الجورجية، إلى جانب الحرب غير المستقرة مع بولندا، القيادة الحمراء بتأجيل خططها لتسخير جورجيا والاعتراف بجورجيا كدولة مستقلة في معاهدة موسكو في 7 مايو.

## الخلفية
بعد إخفاقهم في تأمين سيطرة الحكومة في جورجيا في أعقاب الثورة الروسية في عام 1917، انتقل معظم القادة الجورجيين البلاشفة إلى روسيا السوفيتية، حيث قادوا أنشطة سرية تهدف إلى تقويض الحكومة التي حكمها المناشفة في تبليسي. تم إحباط سلسلة من المحاولات لقيادة ثورة فلاحية ضد المناشفة في الفترة من 1918 إلى 1919، ولكن الاستعدادات لثورات واسعة النطاق قد بدأت.
خلّفت إطاحة الجيش الأحمر بجمهورية أذربيجان في أبريل 1920 سابقةً للبلاشفة في جورجيا. لقد كانت جورجيا في تحالف دفاعي مع أذربيجان منذ عام 1919، لكن حكومة المناشفة ترددت في التورط في النزاع. وفي خطاب ألقاه في 30 أبريل، صرح رئيس الوزراء الجورجي نوي جوردانيا بأن بلاده كانت مستعدة لتقديم المساعدة لأذربيجان شريطة أن يقاتل شعبها من أجل استقلاله. لكن عندما واجه الحمر مقاومة قليلة في باكو، اختارت الحكومة الجورجية ألا تفعل، وهو قرار انتقدته المعارضة بشدة. وفي الختام، أعلن جوردانيا أن جورجيا، إذا تعرضت للهجوم، ستدافع عن استقلالها.

## محاولة الانقلاب
حاول سيرغي أوردجونيكيدزه، المفوض البلشفي مع الجيش الأحمر في القوقاز والحليف المقرب من جوزيف ستالين، إقناع الزعيم الروسي فلاديمير لينين بالسماح بدخول جورجيا. في 1 مايو، أمرت الحكومة الجورجية بالتعبئة وعينت الجنرال جيورجي كفينيتادزه، مدير كلية تبليسي العسكرية، قائدًا عامًا. لم يتردد البلاشفة في جورجيا الواثقون تمامًا من أن الجيش الأحمر سيواصل مسيرته في جورجيا. وفي أعقاب مظاهر يوم العمال العالمي المضطربة والاضطرابات في تبليسي، شكل البلاشفة ودعموا الجماعات المسلحة للسيطرة على المباني الحكومية. وفي ليلة 2 و3 مايو، هاجم حوالي 25 من المقاتلين البلاشفة كلية تبليسي العسكرية كخطوة أولية للاستيلاء على السلطة. كان الجنرال كفينيتادزي لا يزال يقيم هناك، وقد قاوم هو ورجاله وقتلوا وجرحوا عدة مهاجمين. بعد ذلك، تم محاكمة زعماء العصابات، وهم ثلاثة من البلاشفة الأرمن، وتم إعدامهم. لقد فشلت محاولة الاستيلاء على السلطة وتم القبض على البلاشفة في جميع أنحاء تبليسي والمدن الجورجية الأخرى.

## اشتباكات الحدود
في غضون ذلك، واصل الجيش الأحمر، عند وصوله إلى الحدود الجورجية الأذربيجانية، التقدم إلى الأراضي الجورجية على ما يبدو بمبادرة من أوردجونيكيدزه. وبعد أن نجحت الحكومة الجورجية في التعامل مع الاضطرابات في تبليسي، فقد ركزت جميع قواتها على الحدود مع أذربيجان وصدت فصائل الجيش الأحمر، كما شنت هجومًا مضادًا. حاولت الحكومة الروسية أن تؤكد أن هذا القتال كان صراعًا محليًا بين جورجيا وأذربيجان السوفيتية. وفي مواجهة تجدد القتال مع بولندا، خلص السوفييت إلى أن فتح جبهة ثانية واحتلال جورجيا في ظل هذه الظروف سيكلفها كثيرًا. قرر لينين حينها التخلي عن المحاولة واتفق على المفاوضات التي كان الوفد الجورجي في موسكو من أجلها منذ أواخر أبريل، أي قبل أيام من محاولة الغزو. وفي 7 مايو 1920، وقعت روسيا وجورجيا معاهدة الاعتراف المتبادل.